# Víznar
Víznar és una localitat de la província de Granada. És als contraforts de la serra de La Alfaguara, a la vora oriental de la Vega de Granada, i a uns 7 km de Granada. El terme municipal té una superfície de 13 km². És a una altitud de 1.050 m i té una població de 789 habitants (INE 2005).
Va ser en aquest poble on el poeta Federico García Lorca va ser assassinat el 1936.